# L'albero dalle foglie rosa
L'albero dalle foglie rosa è un film del 1974 diretto da Armando Nannuzzi.

## Trama
Il piccolo Marco adora i propri genitori e soffre tremendamente quando i due si separano trovando dei nuovi compagni. Scappato di casa per evitare il collegio, il bambino viene travolto da un'auto. Mentre i suoi genitori vivono ore di disperazione, Marco si trascina, per morirvi, sotto un albero dalle foglie rosa, simbolo dell'affetto mancato.